# Streitwald (Lößnitz)
Streitwald ist ein Ortsteil der Stadt Lößnitz im sächsischen Erzgebirgskreis. Er wurde am 1. April 1939 nach Affalter eingemeindet, mit dem er am 1. Januar 1999 zur Stadt Lößnitz kam.

## Name
Der Name der Siedlung war ursprünglich „Neudörfel am Streitwald“, wie das 1837 erschienene Neue Alphabetische Ortsverzeichnis herausstellt, aber hinzufügt, gewöhnlich werde der Ort Streitwald genannt. Die Bezeichnung Streitwald gab es schon vor der Errichtung von Häusern, wie aus Christian Gottlob Wabsts 1732 veröffentlichtem Werk „Historische Nachricht“ mit dieser Beschreibung zu entnehmen ist: „Der Streitwald, ein Stück Holtz, so bis an Stollberg hinan gränzet, sind ebenfalls Chur-Sächsische Lehn-Stücken.“

## Geographie

### Geographische Lage und Verkehr
Die Siedlung Streitwald liegt im Westerzgebirge am Katzenstein und der namensgebenden Waldung Streitwald. Das Dorf Affalter stößt direkt an und wird von Streitwald durch die Staatsstraße S 283 getrennt.
Streitwald liegt nach der Naturraumkarte von Sachsen in der Mesogeochore „Zwönitzer Hochfläche“. In Streitwald grenzen die Mikrogeochoren „Zwönitzer Streitwald-Hochfläche“ und „Lößnitzer Täler- und Riedelgebiet“ aneinander.

### Nachbarorte
| Gablenz |                                             |               |
| Beutha  | Kompassrose, die auf Nachbargemeinden zeigt | Niederzwönitz |
| Grüna   | Affalter                                    |               |

## Geschichte

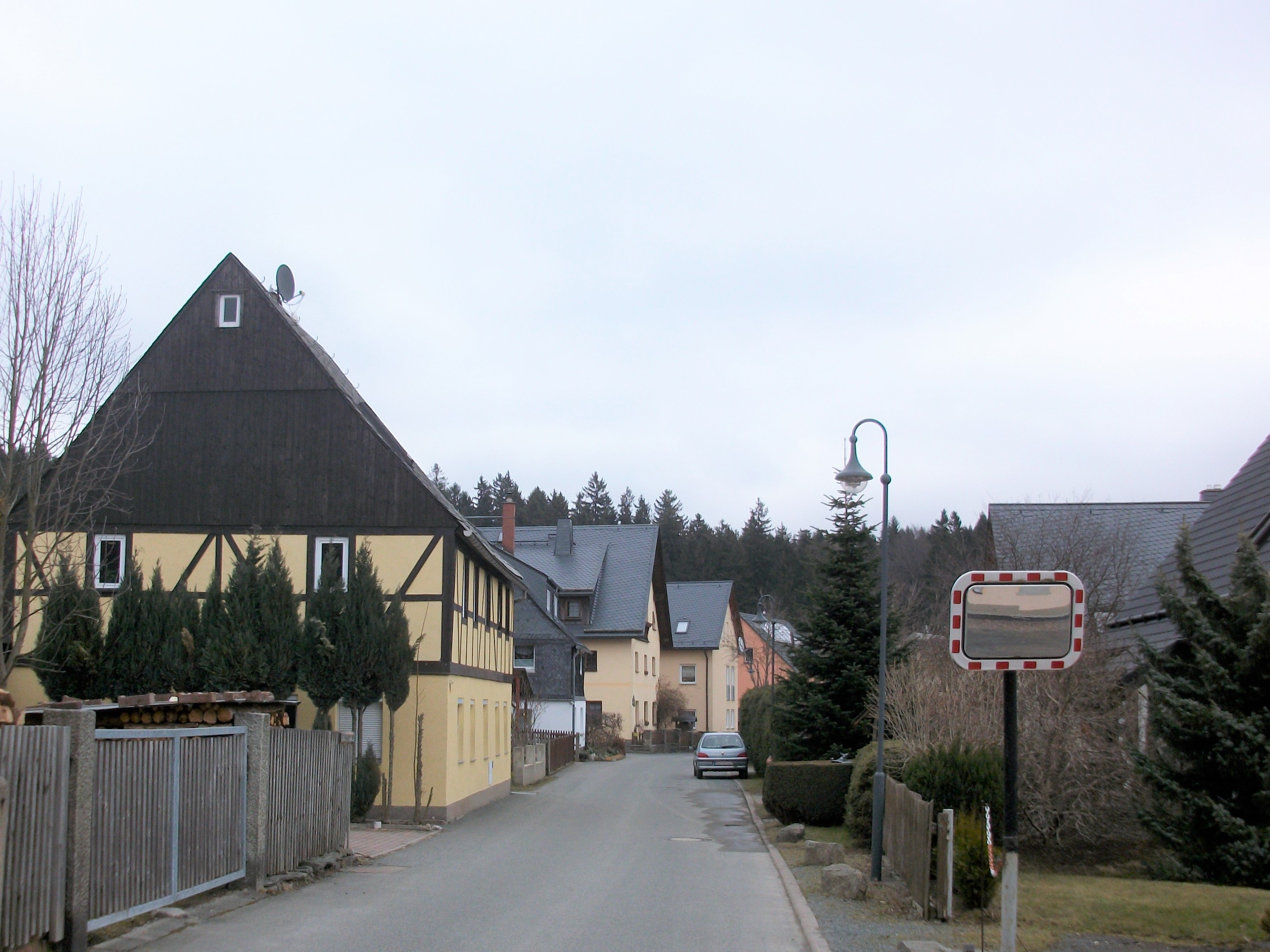
Streitwald, Forststraße

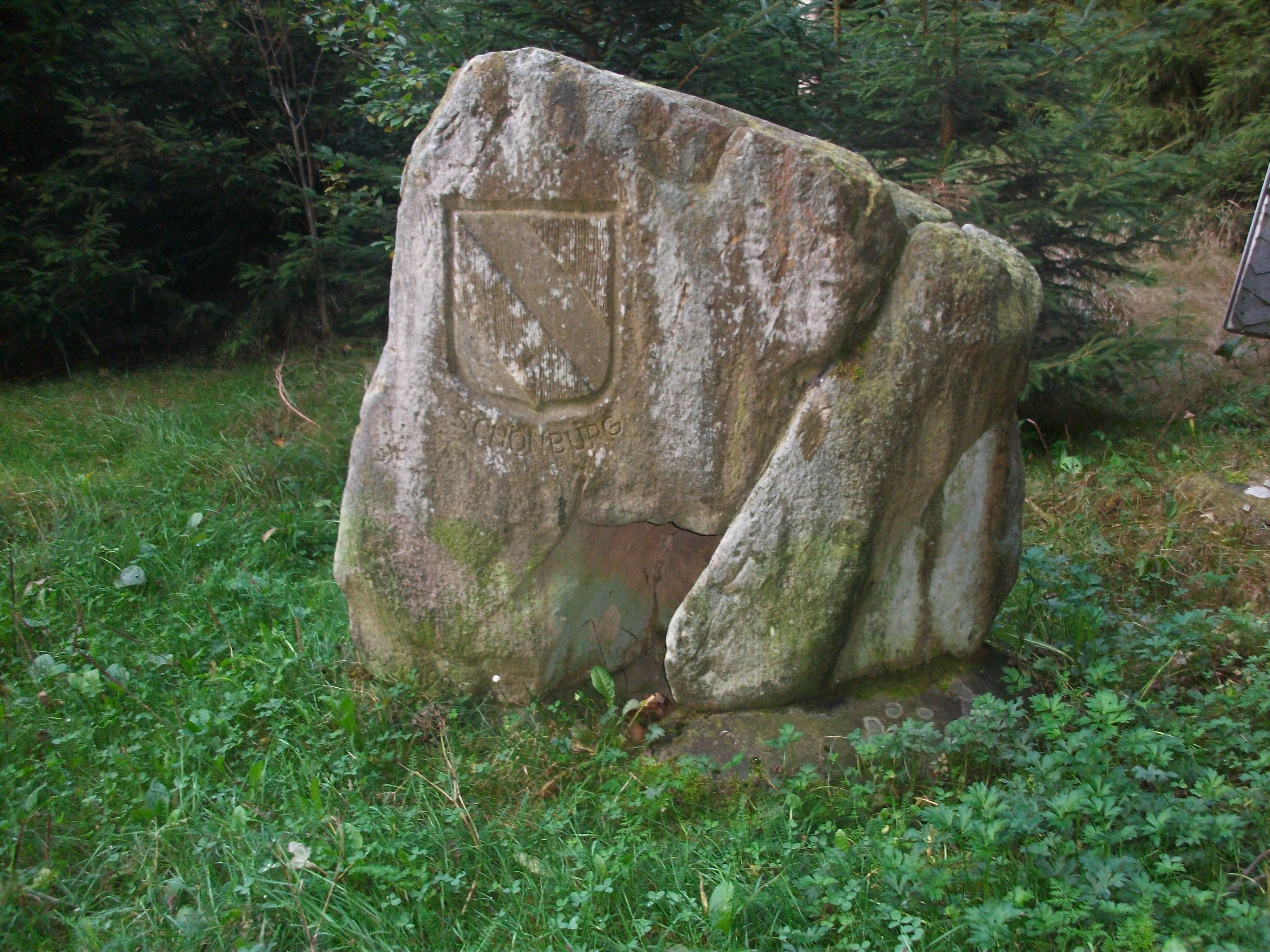
Dreilagenstein im Streitwald, Schönburgische Seite (Streitwald)

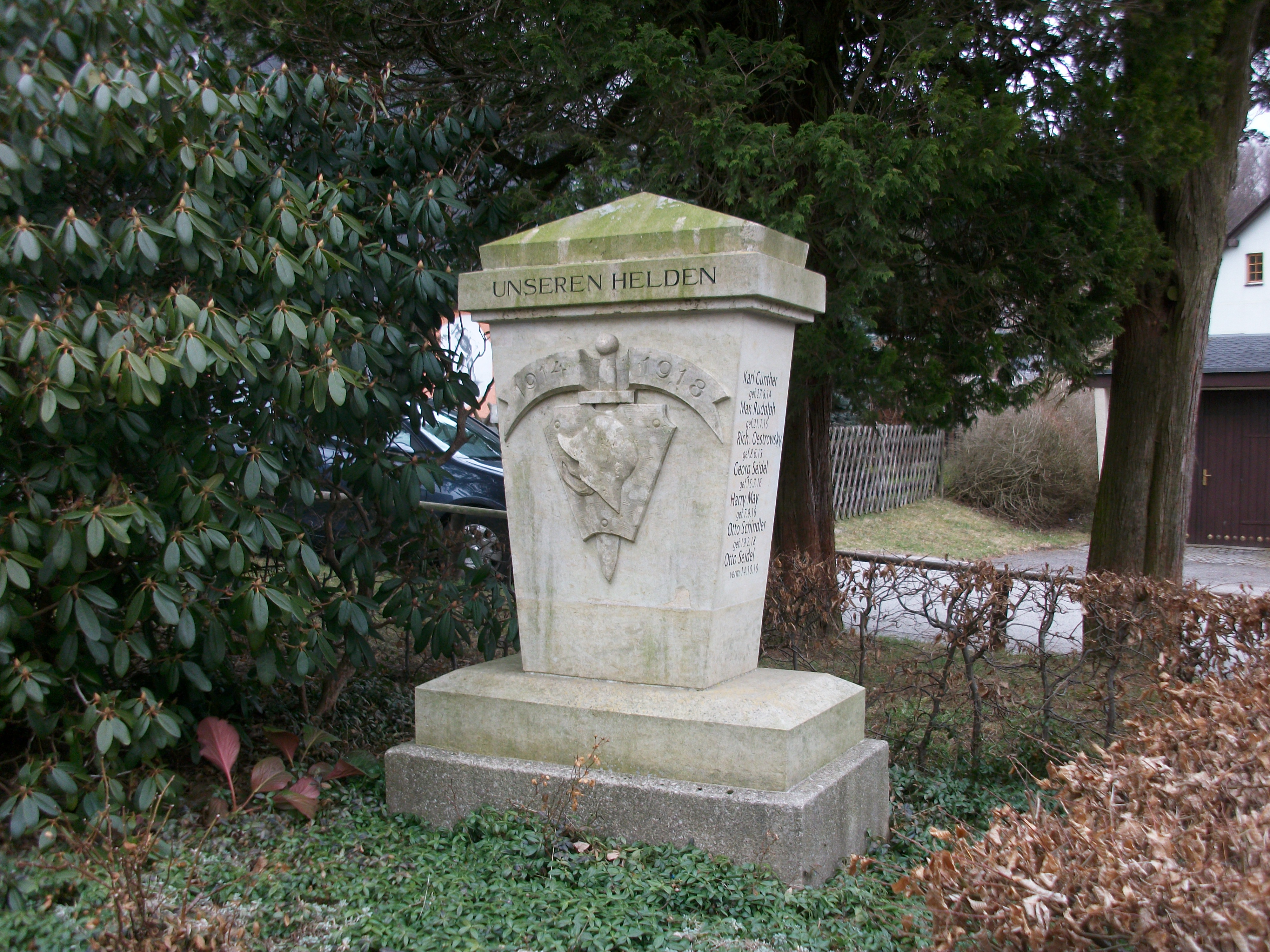
Streitwald, Gefallenendenkmal

Streitwald ist ein Straßendorf mit mehreren Gassen, das an dem nordöstlich angrenzenden, 1431 ersterwähnten Waldstück ym Streitholcze angelegt wurde. Dieser Name entstand wahrscheinlich aufgrund der Tatsache, dass um den Wald ein Streit zwischen den Schönburgern auf Hartenstein und dem Schönbergischen Rittergut Niederzwönitz einerseits, sowie dem Kloster Grünhain andererseits ausgetragen worden war, welcher 1476 mit einer Übereinkunft und dem Setzen eines Dreilagensteines beendet wurde. 1582 gelangte der hartensteinische Anteil des Waldstücks an den Lichtensteiner Zweig der Familie Schönburg. Bei dem Setzen eines Wildzaunes ließen sie in der Nähe, wo sich 1603 ein Forsthaus befand, ein Tor in der Gegend des oberen Endes von Affalter anbringen.
Nach einer Sage soll der Name Streitwald nach einem Versuch des Abts des Klosters Grünhain entstanden sein, sich den Wald anzueignen, der zu den Schönburgschen Besitzungen gehört habe, während die Schönburgschen Herren auf einem Kreuzzug gewesen seien. Über diesem Versuch sei der Abt gestorben. Sein Nachfolger habe sich mit den vom Kreuzzug Zurückgekehrten auf freiem Felde getroffen und sich mit ihnen verständigt. An dieser Stelle sei ein Friedensstein aufgestellt worden. Dieser habe nach dem Volksglauben wegen der Weihe durch einen Grünhainer Abt in zu Pulver zerriebener Form bei körperlichen Leiden Wunderkräfte verliehen. Der Wald habe seit der Verständigung Streitwald geheißen.
Christian Lehmann berichtet, in Streitwald sei ein „Wunderbrunnen“ 1608 in „Werkstücke“ gefasst worden. „Des Brunnens eigentliche Krafft und Tugend kommt aus einem reichen Silbergang“.
Nachdem im Winter 1714/15 „Zigeuner“ mehrfach das Forsthaus Streitwald heimgesucht hatten und bei der militärischen Beräumung ein 24-jähriger unbeteiligter Köhler sein Leben gelassen hatte, wurden von Otto Wilhelm von Schönburg als Besitzer der Schönburgischen Herrschaft ab 1715 Waldparzellen zur Rodung und zum Hausbau bereitgestellt, woraus sich eine Häuslersiedlung entwickelte. Für die kleine Siedlung finden sich 1723 die Bezeichnungen Neudörffgen oder Streithäußer. 1750 bestanden hier bereits 28 Häusleranwesen. August Schumann schreibt 1821 in seinem Staats-, Post- und Zeitungslexikon über die Entwicklung Streitwald u. a.: „Auch das am Streitwalde bei Lößnitz gelegene Neudörfel wird häufig Streitwald genannt. Vor ungefähr hundert Jahren stand auf diesem Ort nur ein einzelnes Forsthaus, und dann erst wurde derselbe nach und nach angebaut.“ Weiterhin führt er aus: „Neudörfel hat gegen 60 Häuser und 300 Einwohner, welche nach Lößnitz eingepfarrt sind, und unter welchen sich ein fürstlicher Förster befindet. Im Süden stößt es mit Affalter zusammen, und in den Fluren gränzt es mit dem Grünhainer und Stollberger Amtsbezirk.“ Die Bevölkerungsstruktur unterschied sich aufgrund der Häusler grundlegend zu denen der Waldhufendörfern Nieder- und Oberaffalter. Die Bewohner betätigten sich neben bescheidener Landwirtschaft vor allem als Weber, Strumpfwirker und Steinbrucharbeiter. Im sogenannten Albrechtschen Schieferbruch bestand um 1860 ein Pferdegöpel.
Bezüglich der Grundherrschaft gehörte Streitwald als Amtsdorf um 1750 zunächst zur schönburgischen Herrschaft Hartenstein, ab 1790 zur schönburgischen Herrschaft Lichtenstein. Nachdem auf dem Gebiet der Rezessherrschaften Schönburg im Jahr 1878 eine Verwaltungsreform durchgeführt wurde, kam Streitwald als Teil des Gerichtsamtsbezirks Lößnitz zur sächsischen Amtshauptmannschaft Schwarzenberg. Im Jahr 1875 wurde ein Mannlehngut in Streitwald erwähnt.
Am 1. April 1939 wurde Streitwald nach Affalter eingemeindet. Als Teil des Landkreises Schwarzenberg gehörte Streitwald ab dem 8. Mai 1945 für 42 Tage zum Unbesetzten Gebiet im Westerzgebirge. Durch die zweite Kreisreform in der DDR im Jahr 1952 wurde der 1947 in Landkreis Aue umbenannte Landkreis Schwarzenberg aufgeteilt. Streitwald gehörte seitdem als Teil der Gemeinde Affalter zum Kreis Aue im Bezirk Chemnitz (1953 in Bezirk Karl-Marx-Stadt umbenannt), der 1990 als sächsischer Landkreis Aue fortgeführt wurde und 1994 im Landkreis Aue-Schwarzenberg bzw. 2008 im Erzgebirgskreis aufging. Gemeinsam mit Affalter wurde Streitwald am 1. Januar 1999 in die Stadt Lößnitz eingemeindet.

### Kirchliche Zugehörigkeit und Schule
Streitwald war früher nach Lößnitz gepfarrt, Gläubige gehen aber mittlerweile nach Affalter in die Kirche.
Streitwald hatte schon vor 1845 eine „Nebenschule“. Ein eigenes Schulhaus wurde 1863 eingerichtet, aber nur bis zur Eingemeindung nach Affalter am 1. April 1939 genutzt. 

### Entwicklung der Einwohnerzahl
| Jahr | Einwohnerzahl |
| ---- | ------------- |
| 1750 | 28 Häusler    |
| 1834 | 322           |
| 1871 | 354           |

| Jahr | Einwohnerzahl |
| ---- | ------------- |
| 1890 | 423           |
| 1910 | 387           |
| 1925 | 394           |

Das Alphabetische Taschenbuch sämmtlicher im Königreiche gelegenen Ortschaften gibt für das Jahr 1875 die Einwohnerzahl mit 387 an, die in 40 Wohngebäuden leben.